# Tadeusz Kotłowski
Tadeusz Kotłowski (ur. 1946) – polski historyk, profesor nauk humanistycznych. Specjalizuje się w historii powszechnej XIX i XX wieku, oraz historii Wielkopolski XIX i XX wieku. Profesor emeritus w Zakładzie Historii Najnowszej, oraz kierownik Zakładu Historii Powszechnej XIX i XX Wieku w latach 2001–2007.
Stopień doktorski uzyskał w 1975 na podstawie pracy pt. Zjednoczenie Zawodowe Polskie. Zasięg wpływów i działalność społeczno-polityczna w latach 1918–1939 (promotorem był prof. Antoni Czubiński). Habilitował się w 1985 na podstawie oceny dorobku naukowego i rozprawy pt. Organizacje robotnicze w Niemczech wobec walki o ustrój państwa 1919-1923. 15 kwietnia 1998 roku decyzją prezydenta RP otrzymał tytuł naukowy profesora.

## Odznaczenia
- Złoty Krzyż Zasługi (2000)[6]